# Nuno-Mogue
Nuno-Mogue (Nuno Mogue, Nunomogue, Nunu Mogue, Nonomogue) ist ein osttimoresischer Suco im Verwaltungsamt Hatu-Builico (Gemeinde Ainaro).

## Geographie

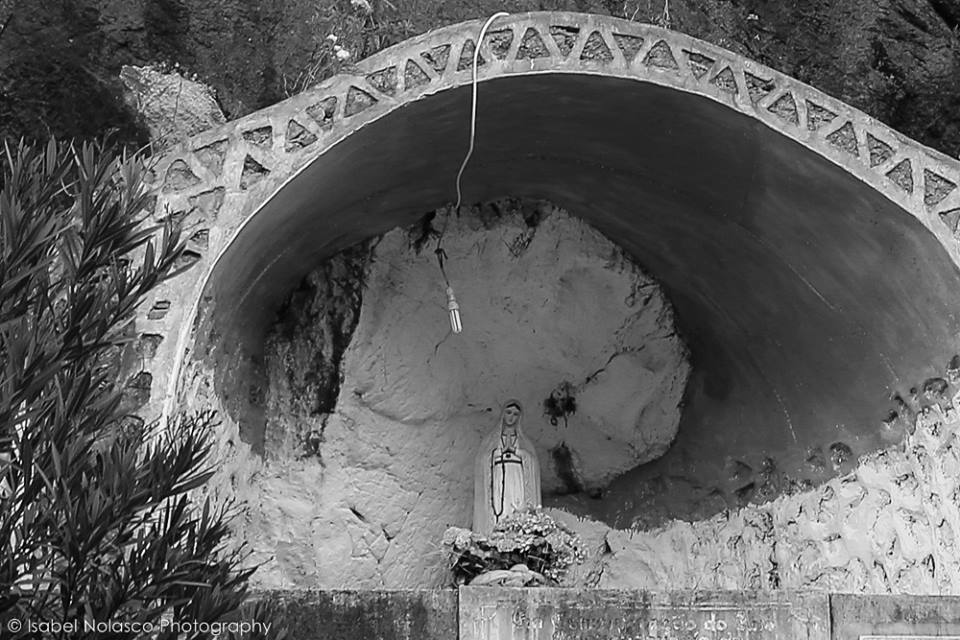
Marienaltar unterhalb des Tatamailaus

Nuno-Mogue bildet den Nordwesten des Verwaltungsamtes Hatu-Builico. Östlich liegt der Suco Mulo und südöstlich der Suco Mauchiga. Die Grenze zu Mauchiga bildet der Fluss Belulik und der Großteil der Grenze zu Mulo wird durch dessen Quellfluss Tolemau (Telemau) gebildet. Im Südwesten befindet sich der Suco Manutaci (Verwaltungsamt Ainaro), mit dem Zufluss Gourete als Teil der Grenze. Im Norden liegen die Sucos Liurai und Horai-Quic, die zum Verwaltungsamt (Verwaltungsamt Maubisse) gehören. Im Westen grenzt Nuno-Mogue an die Gemeinde Ermera, mit dem Suco Baboi Leten (Verwaltungsamt Atsabe) und nördlich dem Suco Catrai Caraic (Verwaltungsamt Letefoho). Nuno-Mogue hat eine Fläche von 31,93 km². und teilt sich in die acht Aldeias Hatu-Builico (Hato-Builico), Hato-Seraquei (Hatu-Seraquei, Hato Seraq), Laqueco (Laquico), Lebulau (Lebu-Lau, Lebo-Lau, Lepulau), Mausoromata (Mausoro-Mata, Mausoro Mata), Nuno-Mogue-Lau (Nunu-Mogue Lau, Nonomoguelao), Queorema (Qeorema, Queo-Rema) und Tucaro.
Größter Ort ist Hatu-Builico im Norden des Sucos, der Hauptort des Verwaltungsamtes. Er liegt 1919 m (anderen Angaben nach 2155 m) über dem Meer und ist damit einer der höchstgelegenen und durchschnittlich auch der kälteste Ort des Landes. Von hier aus führt innerhalb von zweieinhalb Stunden die leichteste Route auf den Tatamailau (2963 m), Osttimors höchsten Berg. Neben zwei Grundschulen und einem Hospital befinden sich in dem Ort der Sitz des Verwaltungsamtes Hatu-Builico, der Markt Nuno-Mogue und eine Pousada. Im Süden des Ortes liegt der Friedhof. Nach Hatu-Builico führen von Norden kommend größere Straßen aus Maubisse und der Gemeinde Ermera. Eine direkte Verbindung mit den Siedlungen im Süden des Sucos fehlt.
Nördlich von Hatu-Builico liegen die Orte Mausoromata, mit der Kirche von Nuno-Mogue, und Laqueco. Die Straße durchquert ein kleines Stück vom Suco Mulo, bevor sie weiter östlich den Ort Queorema erreicht, der früher zu Mulo gehörte. Das Dorf verfügt über eine Grundschule. Weiter östlich liegt der Weiler Airema.
Das Dorf Nuno-Mogue liegt in der Südspitze des Sucos, an der Mündung des Gourete in den Belulik. Im Ort gibt es eine Grundschule. Auf einer Brücke überquert hier die Überlandstraße von Ainaro nach Dili den Gourete.
Die Überlandstraße von Ainaro nach Dili führt parallel zum Belulik durch den Südwesten des Sucos. An ihr liegen neben dem Dorf Nuno-Mogue die Orte Nuno-Mogue-Lau, Leobutu und Lebulau. Hier verlässt die Straße den Suco über eine Brücke über den Telemau. Zwischen den Dörfern Nuno-Mogue und Hatu-Builico liegen die Ortschaften Morocati, Tual-Rem und Tucarocoiloco (Tukarocoiloco). Tucarocoiloco und Tual-Rem verfügen jeweils über eine Grundschule. Östlich von Tual-Rem befindet sich der Wasserfall Dokomali, dem der Telemau herabstürzt. Um den Berg Saboria (2495 m, 08° 52′ S, 125° 32′ O), an der Grenze zum Suco Liurai liegt ein Wildschutzgebiet.
2021 war der Suco noch ohne Anschluss an das Stromnetz.

## Einwohner

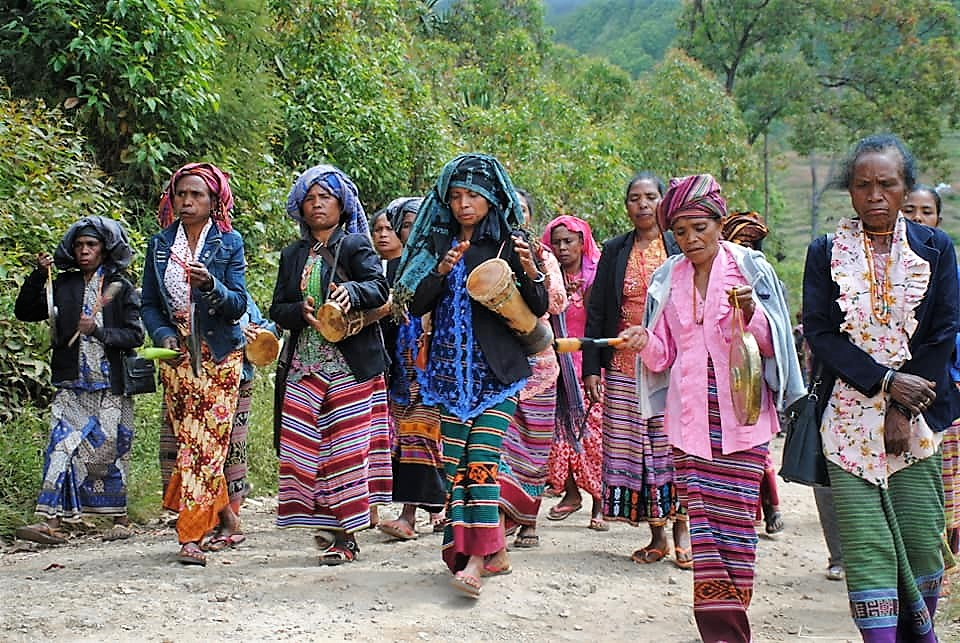
Frauen in Festtagskleidung (2021)

Im Suco leben 5.306 Menschen (2022), davon sind 2.747 Männer und 2.559 Frauen. Im Suco gibt es 845 Haushalte. Über 55 % der Einwohner geben Mambai als ihre Muttersprache an. Über 40 % sprechen Tetum Prasa.

## Geschichte

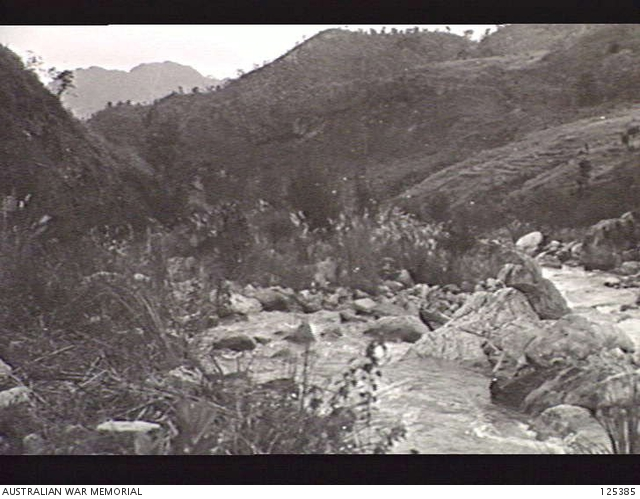
Der Fluss Gotete in Nuno-Mogue (1946). Auf dem Hügel im Zentrum war im Krieg der australische Hinterhalt

Während der Schlacht um Timor (1942–1945) überfiel das australische A-Platoon der  2/2nd Independent Company eine japanische Einheit auf dem Weg nach Ainaro in Nuno-Mogue erfolgreich aus dem Hinterhalt.
Am 20. August 1982 griffen FALINTIL-Kämpfer, unterstützt von Bewohnern Mauchigas und Dares, die Koramil und Polizei in Hatu-Builico an. Dies war Teil des Cabalaki-Aufstands bei dem mehrere indonesische Stützpunkte in der Region gleichzeitig attackiert wurden.
Nach Missernten kam es 2006 in der Region zu einer Nahrungsmittelknappheit.
Am 22. April 2010 wurde ein traditionelles, heiliges Haus (Lulik Lokometa-Darlau Nunufu) neu eingeweiht. Der Wiederaufbau ist Teil eines gemeinsamen Projekts des Staatssekretariats für Kultur und der amerikanischen Botschaft zur Wiederherstellung von Heiligen Häusern in verschiedenen Landesteilen. Ziel war es, die traditionelle Architektur als Teil der lokalen Kultur zu erhalten. Die rund Hütte steht auf Stelzen. Der Innenraum befindet sich unter dem Strohdach und ist über eine Leiter aus Baumstämmen zu erreichen.

## Politik
Bei den Wahlen von 2004/2005 wurde António Menezes Lopes zum Chefe de Suco gewählt und 2009 in seinem Amt bestätigt. Bei den Wahlen 2016 gewann Hilario da C. B. Soares.